# Aeropress

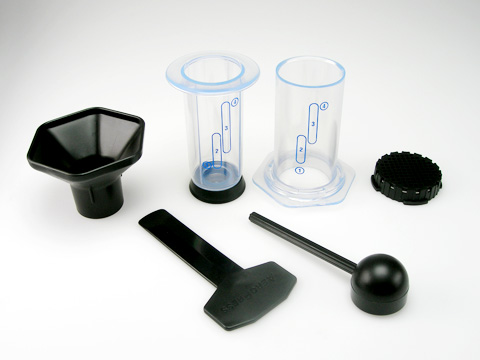
Aeropress mit Zubehör (ohne die benötigten Filter)

Aeropress (Eigenschreibweise: AeroPress) ist eine manuelle Kaffeemaschine bestehend aus einem Brühzylinder, einem Presskolben und einem Kaffeefilter. Letzteres ist ein sauerstoff-gebleichter Papierfilter, der an der Unterseite des Brühzylinders mit einem Filterhalter fixiert wird. Im Brühzylinder wird das Kaffeepulver mit dem Brühwasser vermischt und das Brühwasser mit dem Presskolben durch den Einwegfilter in eine Tasse oder eine Kanne gepresst. Der Aeropress wurde im Jahr 2005 vom US-Amerikaner Alan Adler erfunden.

## Vergleich mit anderen Brühmethoden
Im Gegensatz zur Pressstempelkanne, umgangssprachlich oft auch als French Press bezeichnet, wird der Kaffee gefiltert, sodass kein Kaffeesatz im Brühergebnis verbleibt. Darüber hinaus kann der Kaffee feiner gemahlen werden. Während die Pressstempelkanne selbst als Kanne fungiert, benötigt man bei Aeropress zusätzlich noch eine Kanne oder Tasse.
Bei Aeropress wird das Brühwasser direkt mit dem Kaffeepulver vermischt, im Fachjargon auch Full-Immersion-Methode genannt. Anders als bei einer Filtertüte kann die Brühzeit vom Benutzer selbst bestimmt werden.

## Anwendung
Entsprechend der beiliegenden Anleitung von AeroPress wird die sogenannte „Pour Over“-Methode empfohlen. Dabei platziert man den Zylinder auf der Tasse bzw. Kanne und befüllt diesen mit Wasser. Anschließend steckt man den Kolben von oben auf den Brühzylinder und drückt ihn herunter. 
Viele nutzen jedoch auch die umgekehrte Methode, die „Inverted“-Methode. Hierbei stellt man das obere, offene Ende des Kolbens auf eine flache Oberfläche und schiebt den Brühzylinder umgekehrt von oben auf den Kolben, bis sich beide 1 bis 2 Zentimeter überlappen. Nun gibt man das gemahlene Kaffeepulver hinzu und befüllt den Zylinder bis knapp unter den Rand mit heißem Wasser. Abschließend schraubt man das Filtersieb oben drauf. Einige setzen nun noch die Tasse obendrauf, um das Ganze dann in einer fließenden Bewegung umzudrehen. Andere drehen die AeroPress um, ohne die Tasse vorher draufzusetzen. Als letztes presst man den Kolben wie bei der Pour Over Methode herunter.

## Aeropress Weltmeisterschaft
Seit 2008 wird jedes Jahr die World AeroPress Championship in einer anderen Stadt ausgetragen. 2022 fand sie vom 1. bis 3. Dezember in Vancouver, Kanada statt. Zuvor gastierte sie u. a. in Melbourne, London und Sydney.